# Feldflieger-Abteilung 26
Feldflieger-Abteilung Nr. 26 – FFA 26 – jednostka obserwacyjna i rozpoznawcza lotnictwa niemieckiego Luftstreitkräfte z początkowego okresu I wojny światowej.

## Informacje ogólne
W momencie wybuchu I wojny światowej z dniem 1 sierpnia 1914 roku została utworzona we Fliegerersatz Abteilung Nr. 7 i weszła w skład większej jednostki 3 Kompanii Batalionu Lotniczego Nr 4 we Fryburgu Bryzgowijskim. Jednostka została przydzielona do AK V.
15 listopada 1916 roku jednostka została przeformowana i zmieniona w Fliegerabteilung 259 (Artillerie) - (FA A 259).

## Dowódcy eskadry
| Stopień | Nazwisko | Okres           |
| ------- | -------- | --------------- |
| Kapitan | Walter   | sierpień 1914 - |